# Średnica-Pawłowięta
Średnica-Pawłowięta – wieś w Polsce położona w województwie podlaskim, w powiecie wysokomazowieckim, w gminie Szepietowo. Leży nad rzeką Mianką (dopływ Nurca).
Wierni kościoła rzymskokatolickiego należą do parafii św. Anny w Dąbrówce Kościelnej.

## Historia
Średnica wzmiankowana w dokumentach z roku 1382. Wymieniona w spisie miejscowości ziemi bielskiej.
W roku 1827 wieś liczyła 17 domów i 115 mieszkańców. Miejscowość w 1866 roku wchodziła w skład gminy Srzednica.
Pod koniec wieku XIX należała do Powiatu mazowieckiego, gmina Szepietowo, parafia Wysokie Mazowieckie.
W 1921 r. naliczono tu 29 budynków z przeznaczeniem mieszkalnym oraz 190 mieszkańców (90 mężczyzn i 100 kobiet). Narodowość polską podały 163 osoby, białoruską 6, a żydowską 21.
W latach 1954–1972 miejscowość wchodziła w skład Gromady Dąbrówka Kościelna. W latach 1975–1998 miejscowość administracyjnie należała do województwa łomżyńskiego.
31 grudnia 2011 r. liczba mieszkańców w Średnicy Pawłowięta wyniosła 144 osoby.

## Obiektyzabytkowe

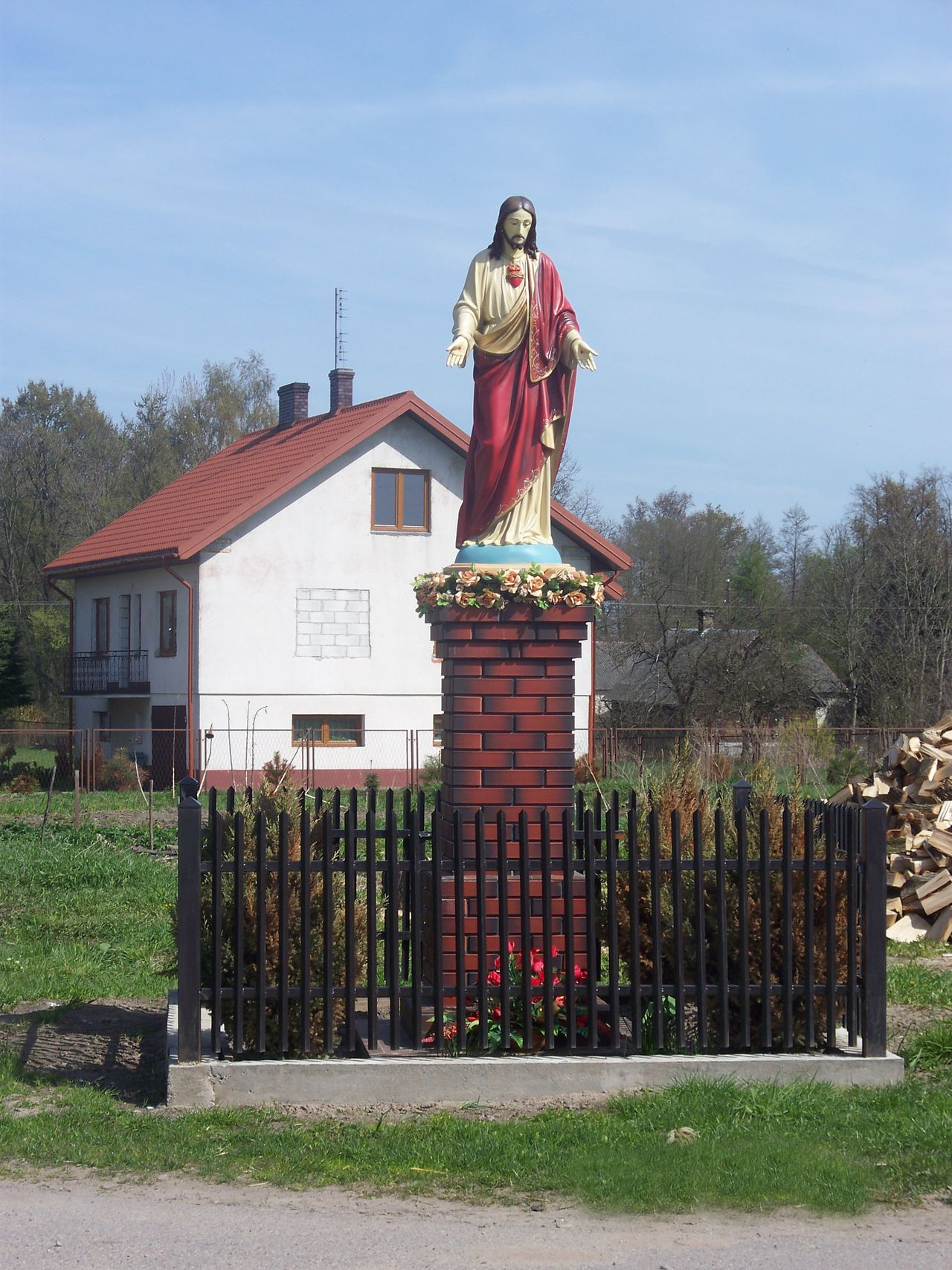
Kapliczka z figurą Serca Pana Jezusa stojąca przy wjeździe do miejscowości

- kaplica, betonowa, z figurą Serca Pana Jezusa z 1940 roku (obecnie zamieniona)
- dom drewniany z 1. połowy XX w.
- cmentarz wojenny z okresu I wojny światowej[13] (żołnierzy niemieckich i rosyjskich)[14].

## Galeria

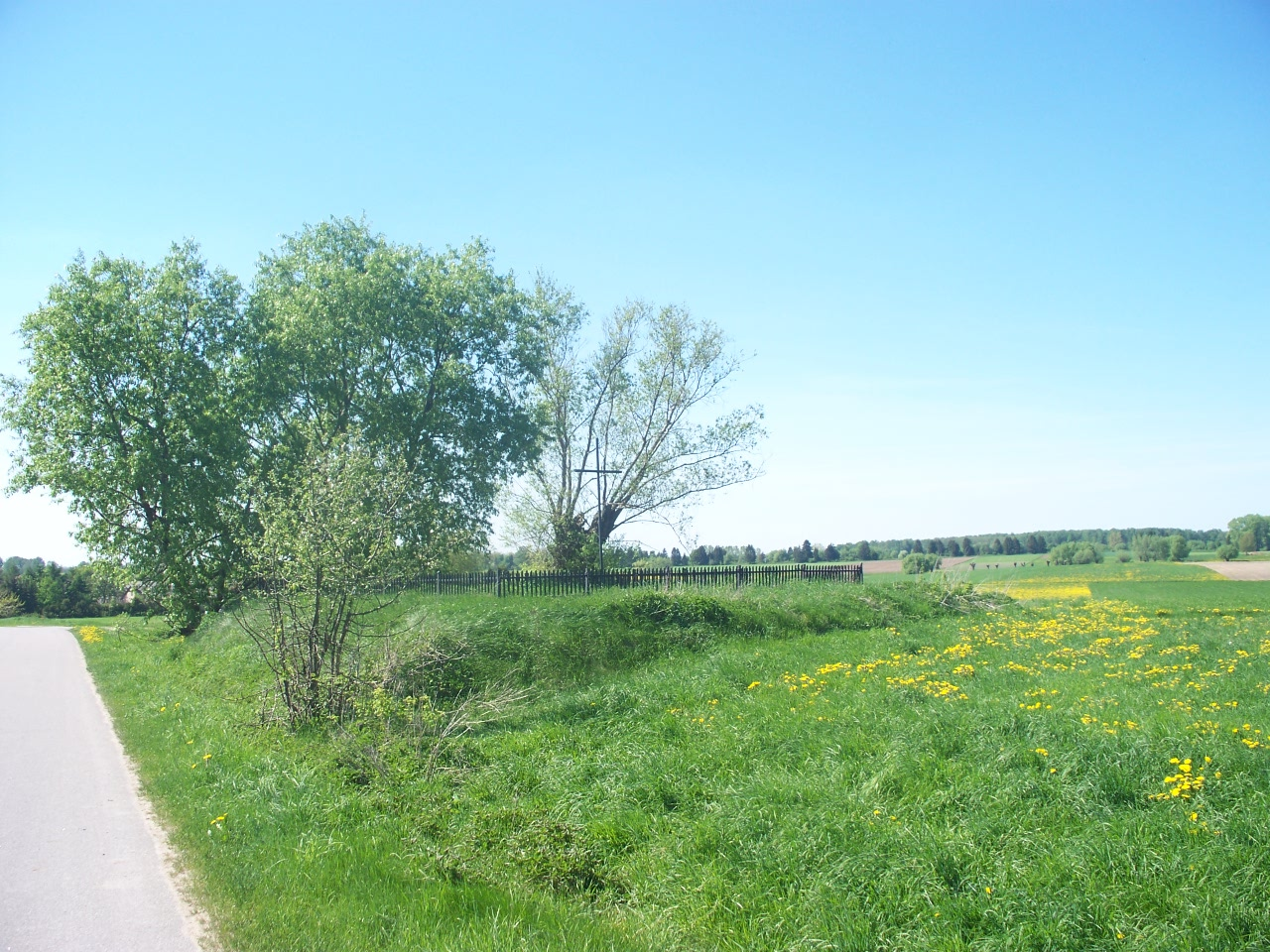
Cmentarz wojenny z okresu I wojny światowej
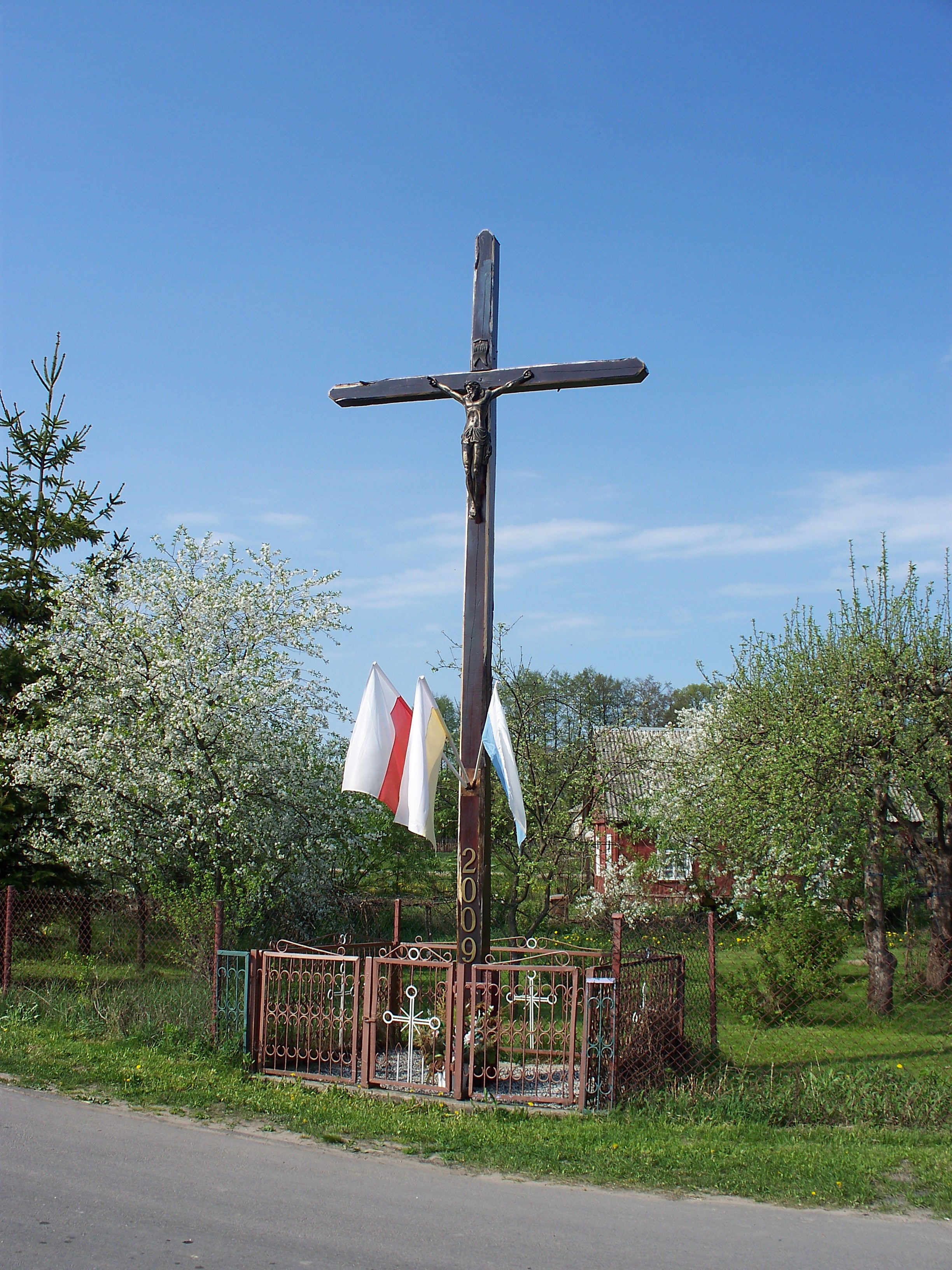
Krzyż przydrożny
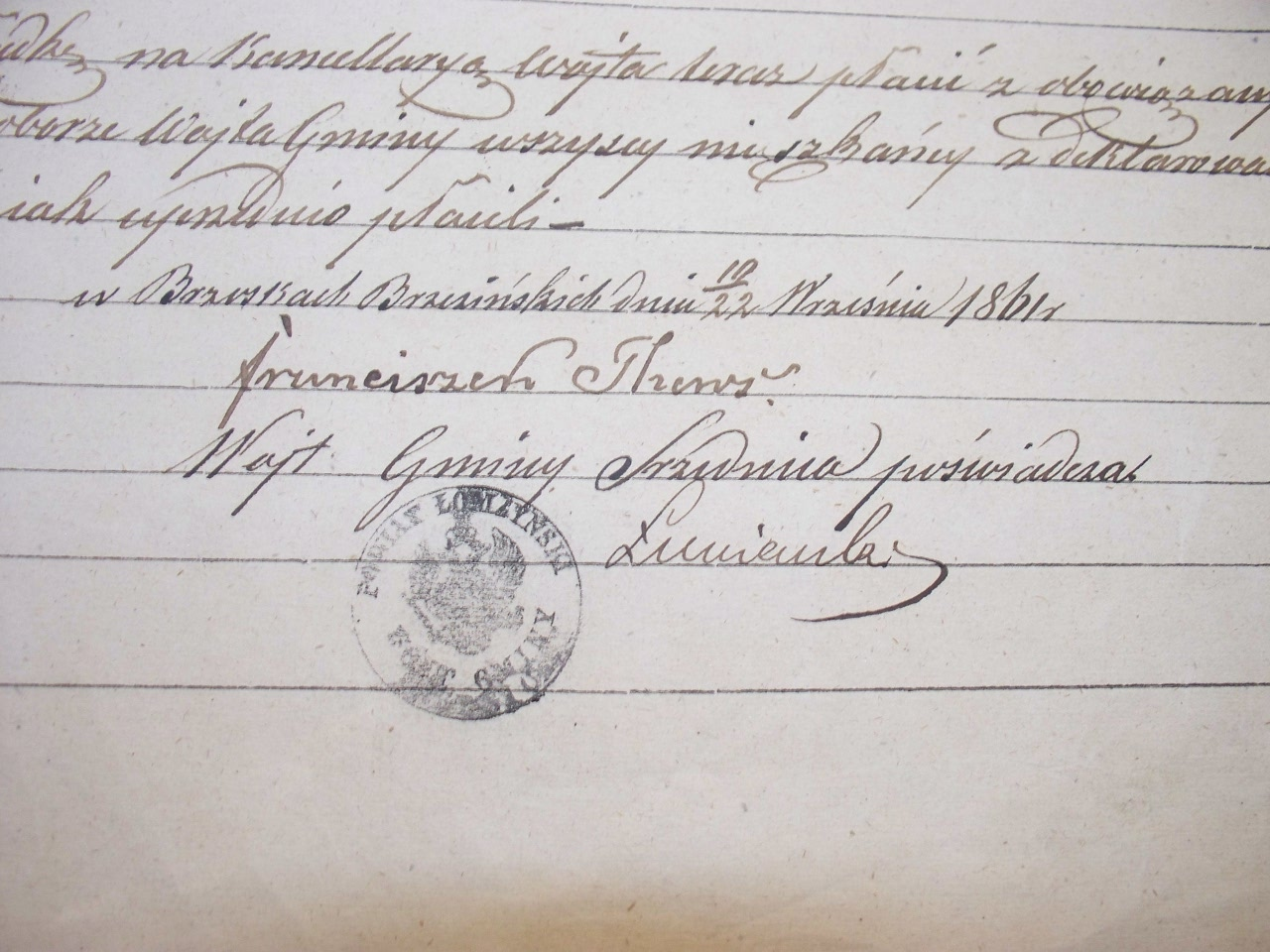
Dokument z pieczęcią urzędowa gminy Srzednica